# Kofösaren
Kofösaren (engelska: Go West) är en stumfilmskomedi från 1925 i regi av Buster Keaton. Huvudrollen som kofösaren spelas av Keaton.

## Rollista
- Buster Keaton - Friendless
- Howard Truesdale - ranchägare
- Kathleen Myers - ranchägarens dotter
- Ray Thompson - ranchens förman
- Brown Eyes - kon Brown Eyes
- Roscoe 'Fatty' Arbuckle - kvinna i varuhuset (ej krediterad)
- Joe Keaton - man i frisersalongen (ej krediterad)
- Gus Leonard - butiksföreståndaren (ej krediterad)
- Babe London - kvinna i varuhuset (ej krediterad)